# John Lowe III
John Lowe III (* 14. März 1916 in New York City; † 2. Januar 2012 in Seattle) war ein US-amerikanischer Bauingenieur (Geotechnik).
Lowe studierte am City College of New York (Bachelor 1936) und machte 1937 seinen Master-Abschluss am Massachusetts Institute of Technology. Danach war er dort Instructor bis 1944. Ab 1945 leitete er die Abteilung Boden- und Felsmechanik im Ingenieur- und Architekturbüro Tippetts, Abbett, McCarthy and Stratton (TAMS) in New York City, wo er 1956 zum Associate Partner und 1962 zum Partner aufstieg. 1983 schied er dort aus und wurde selbständiger Berater.
1971 war er Terzaghi Lecturer und 1978 der vierte Nabor Carillo Lecturer der mexikanischen Gesellschaft für Bodenmechanik. Er war Mitglied der National Academy of Engineering.